# 포즈난
포즈난(폴란드어: Poznań, 라틴어: Posnania, 독일어: Posen 포젠[*], 이디시어: פּױזן 포이즌, 문화어: 뽀즈난)은 폴란드 서부에 있는 도시이다. 인구는 540,372명으로 폴란드에서는 5번째로 크다(2017년).

## 지리 및 산업

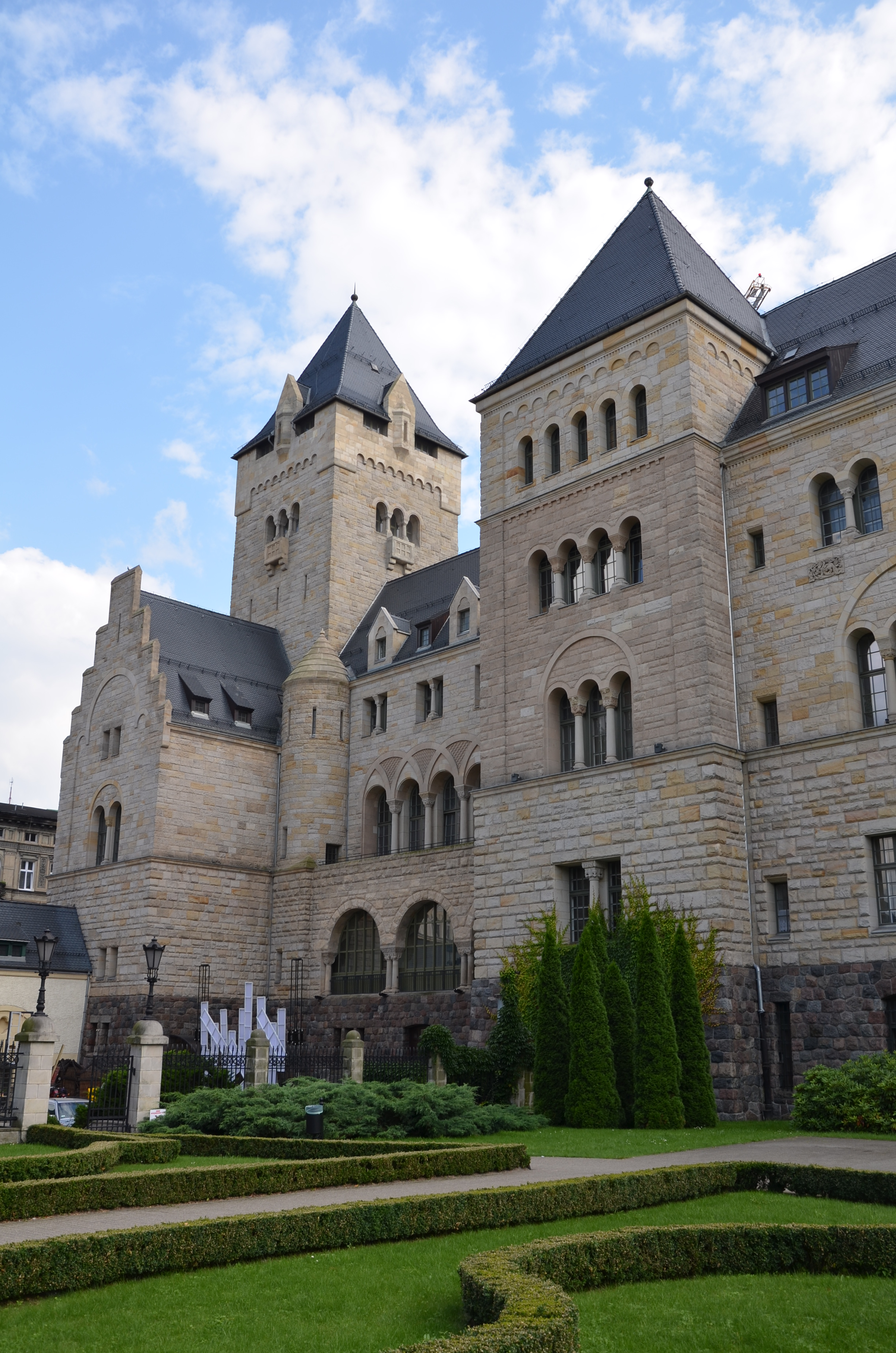
이전의 포즈난 황성(皇城)은 이제는 포즈난의 유력한 문화시설이다.

바르타강으로 접한 도시로, 역사적으로는 중요한 도시이기도 하다. 옛날에는 상업 도시였으며 문화, 학문 및 기술, 상공업의 중심지였다. 남쪽으로 150km 지점에는 브로츠와프, 서쪽으로 250km 지점에는 독일의 베를린, 동쪽으로 200km 지점에는 우치가 있다.

## 역사
9세기부터 10세기에 형성된 슬라브족취락이 이 도시의 기원이었다. 10세기 말에는 폴란드 최대의 가톨릭 주교좌가 있었다. 독일 기사단의 동방 진출로 독일인도 많이 이주했다. 옛날부터는 교통의 요충이었으며, 한자 동맹에도 가맹하면서 도시가 발전했다. 17세기에 일어난 30년 전쟁, 18세기에 일어난 대북방 전쟁으로 황폐화되었다.
18세기말에는 제2차 폴란드 분할로 프로이센 포젠주에 병합되었다. 하지만, 19세기 초에는 나폴레옹이 세운 바르샤바 대공국의 영토로 포함되었다. 나폴레옹의 몰락과 함께 빈 체제가 생겨나면서 이 도시는 다시 프로이센령으로 바뀌었다.
제1차 세계대전 뒤에는 폴란드의 독립과 대폴란드 봉기(1918~19)의 결과 폴란드의 도시가 되었다. 그러나 1939년 제3제국의 폴란드 침공에 따라 1945년까지 나치 독일에 점령되었다. 제2차 세계대전 뒤에는 다시 폴란드 인민 공화국의 영토가 되었다. 공산화 이후 폴란드가 소련의 영향력에 놓이게 되었지만, 1956년에 이곳에서 있었던 반소 폭동은 폴란드 정권 교체를 가져오게 되었다.

## 인구
| 연도 | 인구   | ±%      |
| ---- | ------ | ------- |
| 1250 | 2,500  | —       |
| 1350 | 4,000  | +60.0%  |
| 1600 | 20,000 | +400.0% |
| 1700 | 12,000 | −40.0%  |
| 1732 | 4,000  | −66.7%  |
| 1800 | 18,779 | +369.5% |
| 1850 | 43,000 | +129.0% |

| 연도 | 인구    | ±%      |
| ---- | ------- | ------- |
| 1900 | 110,000 | +155.8% |
| 1939 | 274,155 | +149.2% |
| 1944 | 323,747 | +18.1%  |
| 1946 | 267,978 | −17.2%  |
| 1950 | 320,670 | +19.7%  |
| 1960 | 408,132 | +27.3%  |
| 1970 | 471,900 | +15.6%  |

| 연도 | 인구    | ±%     |
| ---- | ------- | ------ |
| 1980 | 552,938 | +17.2% |
| 1990 | 590,101 | +6.7%  |
| 2000 | 582,254 | −1.3%  |
| 2010 | 555,614 | −4.6%  |
| 2020 | 532,048 | −4.2%  |

|  | 기술적 문제로 인해 그래프를 일시적으로 사용할 수 없습니다. 파브리케이터와 미디어위키 위키에 더 자세한 정보가 있습니다. |

## 기후
| 포즈난 (포즈난 공항)의 기후                                                    | 포즈난 (포즈난 공항)의 기후 | 포즈난 (포즈난 공항)의 기후 | 포즈난 (포즈난 공항)의 기후 | 포즈난 (포즈난 공항)의 기후 | 포즈난 (포즈난 공항)의 기후 | 포즈난 (포즈난 공항)의 기후 | 포즈난 (포즈난 공항)의 기후 | 포즈난 (포즈난 공항)의 기후 | 포즈난 (포즈난 공항)의 기후 | 포즈난 (포즈난 공항)의 기후 | 포즈난 (포즈난 공항)의 기후 | 포즈난 (포즈난 공항)의 기후 | 포즈난 (포즈난 공항)의 기후 |
| 월                                                                             | 1월                         | 2월                         | 3월                         | 4월                         | 5월                         | 6월                         | 7월                         | 8월                         | 9월                         | 10월                        | 11월                        | 12월                        | 연간                        |
| ------------------------------------------------------------------------------ | --------------------------- | --------------------------- | --------------------------- | --------------------------- | --------------------------- | --------------------------- | --------------------------- | --------------------------- | --------------------------- | --------------------------- | --------------------------- | --------------------------- | --------------------------- |
| 역대 최고 기온 °C (°F)                                                         | 15.8 (60.4)                 | 18.1 (64.6)                 | 24.0 (75.2)                 | 30.5 (86.9)                 | 31.8 (89.2)                 | 38.0 (100.4)                | 38.2 (100.8)                | 37.1 (98.8)                 | 34.6 (94.3)                 | 27.9 (82.2)                 | 19.9 (67.8)                 | 15.6 (60.1)                 | 38.2 (100.8)                |
| 일평균 최고 기온 °C (°F)                                                       | 2.1 (35.8)                  | 3.7 (38.7)                  | 8.1 (46.6)                  | 15.0 (59.0)                 | 19.8 (67.6)                 | 23.1 (73.6)                 | 25.2 (77.4)                 | 24.9 (76.8)                 | 19.5 (67.1)                 | 13.3 (55.9)                 | 7.1 (44.8)                  | 3.2 (37.8)                  | 13.8 (56.8)                 |
| 일일 평균 기온 °C (°F)                                                         | −0.4 (31.3)                 | 0.5 (32.9)                  | 3.8 (38.8)                  | 9.5 (49.1)                  | 14.1 (57.4)                 | 17.5 (63.5)                 | 19.5 (67.1)                 | 19.1 (66.4)                 | 14.3 (57.7)                 | 9.1 (48.4)                  | 4.4 (39.9)                  | 0.9 (33.6)                  | 9.4 (48.9)                  |
| 일평균 최저 기온 °C (°F)                                                       | −2.9 (26.8)                 | −2.4 (27.7)                 | 0.0 (32.0)                  | 4.0 (39.2)                  | 8.4 (47.1)                  | 11.9 (53.4)                 | 14.1 (57.4)                 | 13.7 (56.7)                 | 9.6 (49.3)                  | 5.4 (41.7)                  | 1.8 (35.2)                  | −1.4 (29.5)                 | 5.2 (41.4)                  |
| 역대 최저 기온 °C (°F)                                                         | −28.5 (−19.3)               | −28.0 (−18.4)               | −21.4 (−6.5)                | −8.6 (16.5)                 | −3.9 (25.0)                 | 0.5 (32.9)                  | 3.8 (38.8)                  | 3.2 (37.8)                  | −1.7 (28.9)                 | −8.3 (17.1)                 | −15.2 (4.6)                 | −24.9 (−12.8)               | −28.5 (−19.3)               |
| 평균 강수량 mm (인치)                                                          | 37.7 (1.48)                 | 30.7 (1.21)                 | 39.9 (1.57)                 | 38.6 (1.52)                 | 53.8 (2.12)                 | 57.5 (2.26)                 | 84.4 (3.32)                 | 55.9 (2.20)                 | 41.2 (1.62)                 | 35.4 (1.39)                 | 33.6 (1.32)                 | 40.1 (1.58)                 | 538.9 (21.22)               |
| 평균 강수일수 (≥ 0.1 mm)                                                       | 16.47                       | 13.10                       | 13.40                       | 10.20                       | 12.17                       | 12.43                       | 13.60                       | 12.23                       | 10.67                       | 12.93                       | 13.37                       | 16.50                       | 157.06                      |
| 평균 강설일수 (≥ 0 cm)                                                         | 12.7                        | 10.0                        | 4.0                         | 0.4                         | 0.0                         | 0.0                         | 0.0                         | 0.0                         | 0.0                         | 0.1                         | 1.7                         | 6.8                         | 35.7                        |
| 평균 상대 습도 (%)                                                             | 86.9                        | 83.2                        | 76.5                        | 66.8                        | 67.4                        | 68.0                        | 68.6                        | 69.6                        | 76.6                        | 82.7                        | 88.3                        | 88.5                        | 76.9                        |
| 평균 월간 일조시간                                                             | 50.8                        | 71.8                        | 123.1                       | 211.1                       | 255.4                       | 257.3                       | 268.5                       | 252.7                       | 165.2                       | 112.7                       | 53.9                        | 36.6                        | 1,859                       |
| 출처 1: 폴란드 기상수자원관리연구소 (평년값: 1991년~2020년, 극값: 1951년~현재) |                             |                             |                             |                             |                             |                             |                             |                             |                             |                             |                             |                             |                             |
| 출처 2: Meteomodel.pl (극값 일부, 상대습도)                                    |                             |                             |                             |                             |                             |                             |                             |                             |                             |                             |                             |                             |                             |

## 출신 인물
- 파울 폰 힌덴부르크 (독일의 군인, 정치가)

## 자매 도시
- 아센, 네덜란드
- 브라쇼브, 루마니아
- 브르노, 체코
- 하노버, 독일
- 하르키우, 우크라이나
- 나블루스, 팔레스타인
- 노팅엄, 영국
- 선전, 중화인민공화국
- 털리도, 오하이오, 미국

## 같이 보기
- 폴란드의 역사